# Élections générales manitobaines de 2019
Les élections générales manitobaines de 2019 ont lieu le 10 septembre 2019 afin d'élire les députés de la 42e législature de l'Assemblée législative de la province canadienne du Manitoba.
Malgré un léger recul, le Parti progressiste-conservateur de Brian Pallister conserve la majorité absolue face au principal parti d'opposition, le Nouveau Parti démocratique.

## Organisation du scrutin

### Mode de scrutin
L'Assemblée législative du Manitoba est composée de 57 sièges pourvus pour quatre ans au scrutin uninominal majoritaire à un tour dans autant de circonscriptions uninominales.

### Date
La Loi électorale prévoit que les élections doivent avoir lieu le premier mardi d'octobre dans la quatrième année qui suit les élections précédentes. Les élections précédentes ayant eu lieu en 2016, la date du scrutin aurait dû être le 6 octobre 2020.
Toutefois, le premier ministre Brian Pallister annonce, en juin 2019, la tenue d'élections pour le 10 septembre 2019. la campagne électorale commença le 12 août 2019 après la visite du premier ministre à Janice Filmon, Lieutenante-gouverneure du Manitoba, pour demander la dissolution du parlement (Drop the writ (en)).

### Circonscriptions électorales
La loi manitobaine indique que les frontières des circonscriptions sont révisées tous les 10 ans. La dernière révision datant de la fin de l'année 2018, les élections de 2019 sont donc les premières à se tenir avec ces nouvelles délimitations.

## Forces en présence
| Parti politique | Parti politique                                         | Idéologie                                         | Chef            | Députés      | Députés            | Députés   |
| Parti politique | Parti politique                                         | Idéologie                                         | Chef            | Élus en 2016 | A la disso- lution | Candidats |
| --------------- | ------------------------------------------------------- | ------------------------------------------------- | --------------- | ------------ | ------------------ | --------- |
|                 | Progressiste-conservateur Progressive Conservative (PC) | Centre droit Conservatisme, libéral-conservatisme | Brian Pallister | 40           | 38                 | 57        |
|                 | Nouveau Parti démocratique New Democratic Party (NPD)   | Centre gauche Social-démocratie                   | Wab Kinew       | 14           | 12                 | 57        |
|                 | Parti libéral Liberal Party (LIB)                       | Centre Libéralisme                                | Dougald Lamont  | 3            | 4                  | 57        |
|                 | Parti vert Green party (Verts)                          | Gauche Écologisme, progressisme                   | James Beddome   | 0            | 0                  | 43        |
|                 | Indépendants                                            | Indépendants                                      | Indépendants    | 0            | 2                  | 3         |
| Total           | Total                                                   | Total                                             | Total           | 57           | 57                 | -         |

## Chronologie

### 2016
- 7 mai : Greg Selinger annonce sa démission en tant que chef du Nouveau Parti démocratique du Manitoba. Flor Marcelino le remplace à titre de cheffe intérimaire.
- 24 septembre : Rana Bokhari annonce sa démission comme cheffe du Parti libéral du Manitoba.
- 21 octobre : Judy Klassen devient cheffe intérimaire du Parti libéral du Manitoba.

### 2017
- 9 janvier : Le député néo-démocrate de Point Douglas démissionne.
- 31 janvier : Le député néo-démocrate Mohinder Saran est suspendu du caucus en raison d'allégations d'inconduite sexuelle.
- 13 juin : Bernadette Smith est élue députée néo-démocrate de Point Douglas.
- 13 juin : Judy Klassen démissionne à titre de cheffe intérimaire du Parti libéral. Paul Brault la remplace à ce titre.
- 30 juin : Le député progressiste-conservateur Steven Fletcher (Assiniboia) est expulsé du caucus après dissension avec la ligne de parti.
- 16 septembre : Wab Kinew est élu chef du Nouveau Parti démocratique du Manitoba.
- 21 octobre : Dougald Lamont est élu chef du Parti libéral du Manitoba.

### 2018
- 7 mars : Greg Selinger démission de son poste de député de Saint-Boniface.
- 21 mars : Le député de Wolseley, Rob Altemeyer, annonce ne pas vouloir se représenter à la prochaine élection.
- 17 juillet : Le chef du Parti libéral, Douglas Lamont, est élu député de Saint-Boniface, ce qui permet au parti d'avoir le statut de parti officiel à l'assemblée législative.
- 11 septembre : Steven Fletcher devient chef du parti Manitoba D'abord (Manitoba First).
- 22 octobre : Le député progressiste-conservateur Cliff Graydon (Emerson) est expulsé du caucus en raison d'allégations d'inconduite sexuelle.
- 14 décembre : Le rapport final de la Manitoba Electoral Boundaries Commission est publié.
- 14 décembre : Le député néo-démocrate, James Allum (Fort Garry-Riverview), annonce ne pas vouloir se représenter.

### 2019
- 22 mai : Steven Fletcher démissionne de son poste de chef du parti Manitoba D'abord.
- 12 août : Visite du premier ministre au lieutenant-gouverneur et déclenchement de la campagne électorale.

## Campagne
Un total de 235 candidats participent à l'élection, les partis progressiste-conservateur, néo-démocrate et libéral en présentant chacun 57, soit autant que le nombre de sièges à pourvoir, tandis que les verts en présentent 43, Manitoba Forward 7, Manitoba D'abord 6 et les Communistes 5, auxquels s'ajoutent 3 candidats indépendants.

## Résultats
|                           |                            |         |       |      |        |               |  |  |  |  |  |  |  |  |
| Parti                     | Parti                      | Voix    | %     | +/-  | Sièges | +/-           |  |  |  |  |  |  |  |  |
|                           | Progressiste-conservateur  | 222 569 | 46,53 | 6,57 | 36     | 4             |  |  |  |  |  |  |  |  |
|                           | Nouveau Parti démocratique | 150 016 | 31,36 | 5,58 | 18     | 4             |  |  |  |  |  |  |  |  |
|                           | Parti libéral              | 69 497  | 14,53 | 0,13 | 3      | en stagnation |  |  |  |  |  |  |  |  |
|                           | Parti vert                 | 30 295  | 6,33  | 1,26 | 0      | en stagnation |  |  |  |  |  |  |  |  |
|                           | Manitoba Forward           | 1 339   | 0,28  | Nv.  | 0      | en stagnation |  |  |  |  |  |  |  |  |
|                           | Manitoba D'abord           | 647     | 0,14  | Nv.  | 0      | en stagnation |  |  |  |  |  |  |  |  |
|                           | Parti communiste           | 214     | 0,04  | 0,03 | 0      | en stagnation |  |  |  |  |  |  |  |  |
|                           | Indépendants               | 854     | 0,18  | 0,32 | 0      | en stagnation |  |  |  |  |  |  |  |  |
|                           |                            |         |       |      |        |               |  |  |  |  |  |  |  |  |
| Suffrages exprimés        | Suffrages exprimés         | 478 926 | 99,27 |      |        |               |  |  |  |  |  |  |  |  |
| Votes blancs et invalides | Votes blancs et invalides  | 3 495   | 0,73  |      |        |               |  |  |  |  |  |  |  |  |
| Total                     | Total                      | 482 421 | 100   | -    | 57     | en stagnation |  |  |  |  |  |  |  |  |
| Abstentions               | Abstentions                | 387 716 | 44,56 |      |        |               |  |  |  |  |  |  |  |  |
| Inscrits / participation  | Inscrits / participation   | 870 137 | 55,44 |      |        |               |  |  |  |  |  |  |  |  |

| 36 | 18  | 3   |
| PC | NPD | LIB |